# Будак, Перо
Перо Будак  (хорв. Pero Budak; 21 июня 1917, Требине — 4 декабря 2008, Загреб, Хорватия) — хорватский и югославский писатель, драматург, актёр и режиссёр, театральный деятель.

## Биография
Родился в многодетной семье. Сменил много мест проживания. Окончил среднюю школу в Загребе, где одновременно изучал медицину.
Позже окончил театральную школу и в 1940 начал сценическую деятельность в Хорватском Народном театре (до 1950), затем выступал на сцене театра Комедии в Загребе. Амплуа — молодые герои-любовники, а также комические персонажи. Сыграл много ролей в пьесах Шекспира, Мольера, Беговича и других авторов.
Снимался в кино: «Лисинский» (1944) и «Осада» (1956).
С 1953 по 1970 — руководил Загребским драматическимо театром.
С 1971 — первый директор Загребского театра «Gavella».
С 1982 по 1985 руководил союзом хорватских писателей.

## Творчество
Первая книга Будака — сборник стихов «Липы расцвели», вышла в 1953.
В 1960—1970-х годах писал, в основном, драмы и комедии, такие как «Тишина! Снимаем!», «Возвращенцы» или «Завещание», регулярно публиковал сборники стихов.
1990-е годы в творчестве писателя больше посвящены фантастике, (роман «Karanova sofa», «Sonata u d-molu», «Atelje» и «Nailaze vode»).
Автор драмы «Метель» (1952, Хорватский Народный театр), получившей широкую популярность. В этой пьесе П. Будак рассказывает об эмигрантах из Лики.
Перо Будак внёс значительный вклад в новейшую хорватскую литературу. Стал известным комедиографом.

## Избранные произведения
Драмы и комедии
- Клубок (комедия, 1955)
- Маяк (1958)
- На терниях и камне (комедия, 1959)
- Тишина! Снимаем! (комедия, 1961)
- Рука об руку (1965)
- Завещание
- Штрих кистью

Романы
- Ателье
- Лицо воды (1996)
- Вспыхнувшая страсть
- Фатальная ненависть и др.

Перо Будак — сказочник, автор несколько сборников стихов для детей.
Написал ряд киносценариев и два оперных либретто.